# Vella (plante)
Pour les articles homonymes, voir Vella.
Genre
Vella est un genre de plantes de la famille des Brassicaceae.

## Liste d'espèces
Selon Plants of the World online (POWO) (19 décembre 2020) :
- Vella anremerica (Litard. & Maire) Gómez-Campo
- Vella aspera Pers.
- Vella bourgaeana (Coss.) Warwick & Al-Shehbaz
- Vella castrilensis Vivero, Prados, Hern.-Berm., M.B.Crespo, S.Ríos & Lledó
- Vella lucentina M.B.Crespo
- Vella mairei Humbert
- Vella pseudocytisus L.
- Vella spinosa Boiss.

Selon Tropicos (19 décembre 2020) (Attention liste brute contenant possiblement des synonymes) :
- Vella annua L.
- Vella anremerica (Lit. & Maire) Gómez-Campo
- Vella aspera Pers.
- Vella asperum Desv.
- Vella bourgaeana (Coss. ex Webb) S.I. Warwick & Al-Shehbaz
- Vella castrilensis Vivero, Prados, Hern.-Berm., M.B. Crespo, S. Ríos & Lledó
- Vella charpinii Fern. Casas
- Vella glabrescens Coss.
- Vella lucentina M.B. Crespo
- Vella mairei Humbert
- Vella monosperma Men. Amor
- Vella pseudocytisus L.
- Vella spinosa Boiss.
- Vella tenuissima Pall.